# Cap Agulhas

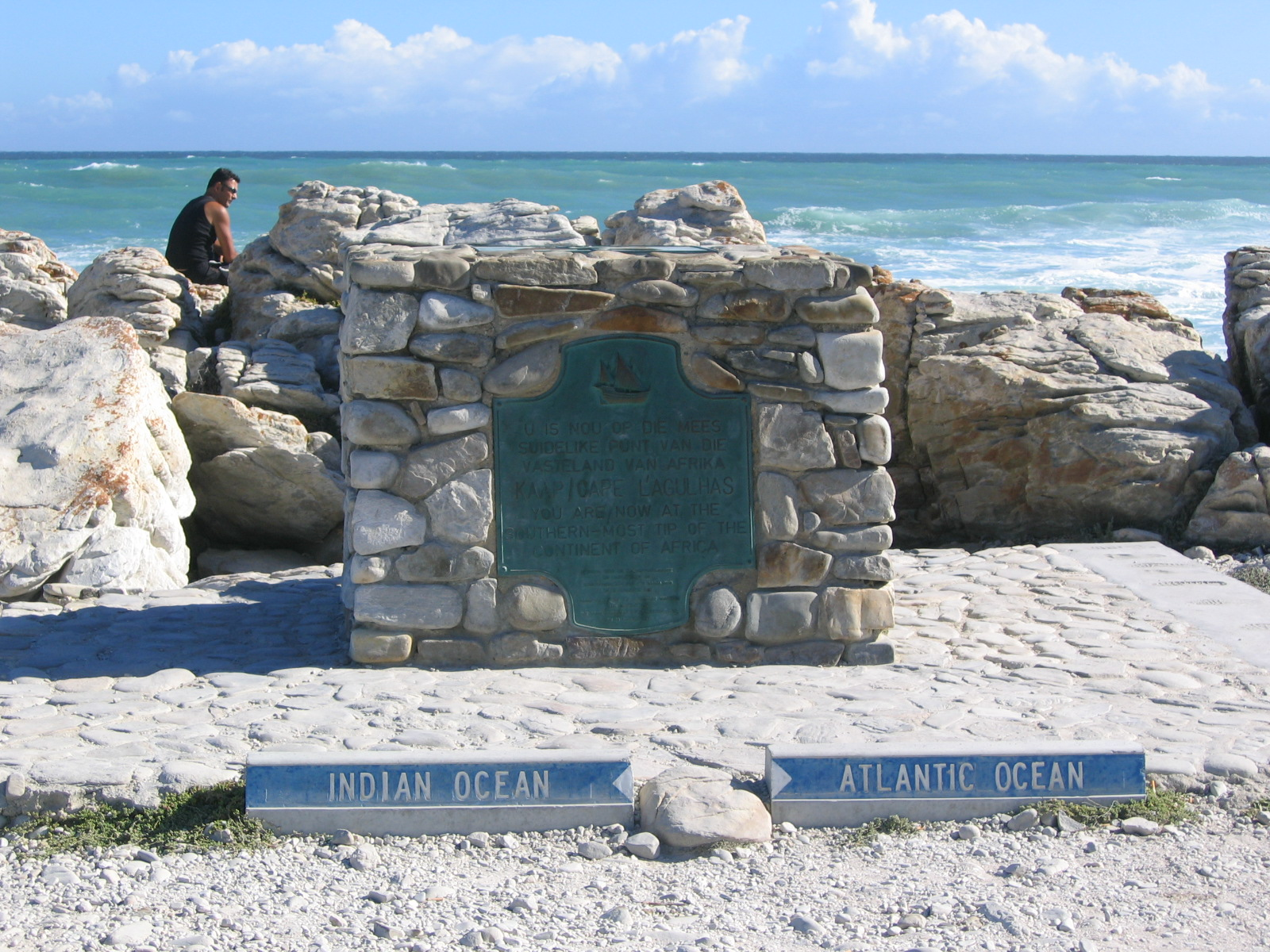
Fita que marca la divisió entre l'oceà Atlàntic i l'oceà Índic

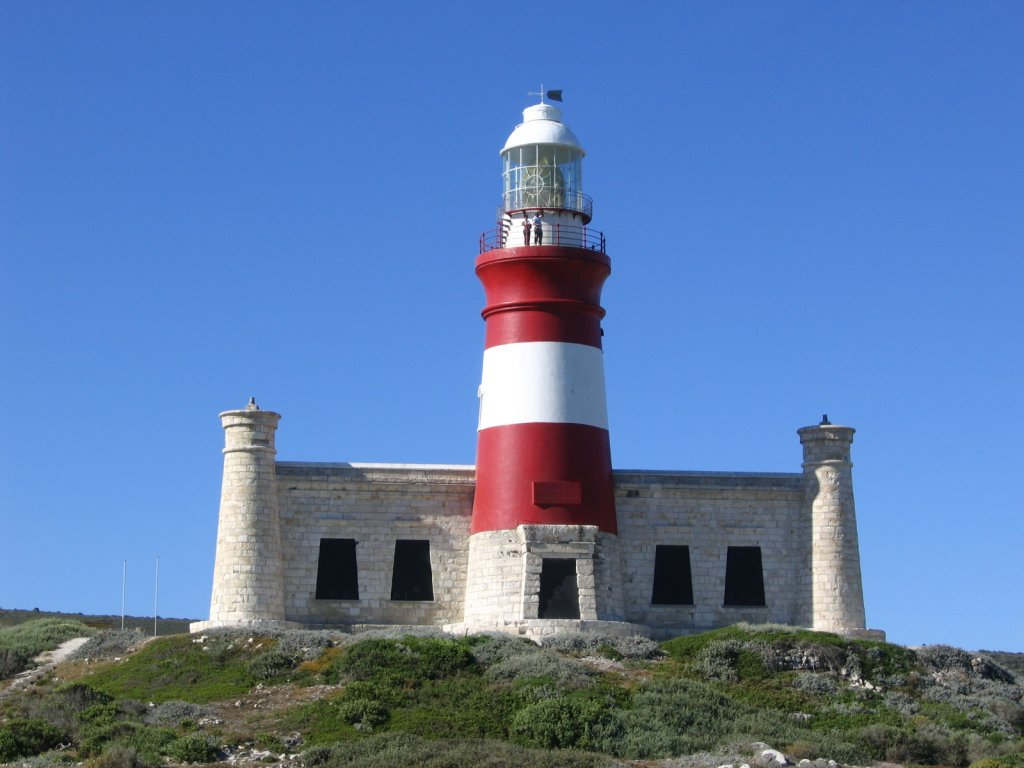
Far del cap Agulhas

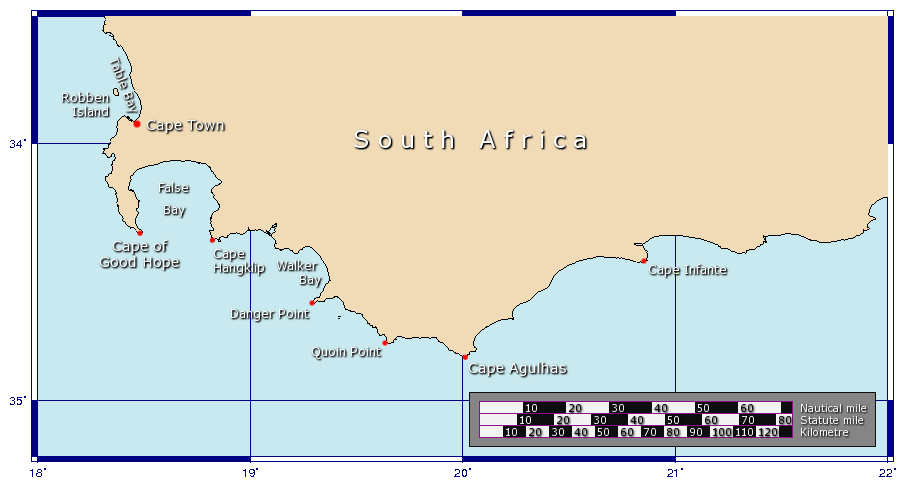
Detall del mapa de localització de la regió

El cap Agulhas (en portuguès: cabo das Agulhas) representa el punt més meridional de l'Àfrica (34° 50′ 0.35″ S, 19° 59′ 59.95″ E / 34.8334306°S,19.9999861°E). El cap es troba dins del municipi de Cape Agulhas, encabit al Parc Nacional del Cap Agulhas, a la província occidental del Cap de Sud-àfrica.
Sovint s'identifica, erròniament, el cap de Bona Esperança (latitud: 34°21′29″ sud, longitud: 18°28′19″ est) amb el punt més meridional del continent africà, però aquest últim es troba a una distància d'uns, aproximadament, 150 km cap al nord respecte del cap Agulhas. Ambdós es troben dintre de la sobirania nacional de Sud-àfrica.
Aquesta singularitat meridional el converteix en el punt d'intersecció entre els oceans Índic i Atlàntic.

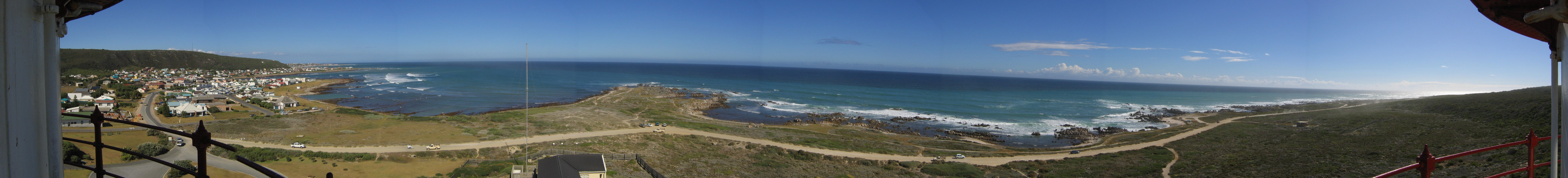
Paisatge vist des del far del cap Agulhas